# Csernisevszki járás
A Csernisevszki járás (oroszul Чернышевский район) járás Oroszország Bajkálontúli határterületén. Székhelye Csernisevszk.
A járást 1926-ban hozták létre.

## Népessége
- 2002-ben 38 146 lakosa volt.
- 2010-ben 35 019 lakosa volt.